# Тригидрид лютеция
Тригидри́д люте́ция — бинарное неорганическое соединение
лютеция и водорода с формулой LuH3,
кристаллы,
реагирует с водой.

## Получение
- Нагревание металла в водородной атмосфере под давлением:

{\displaystyle {\mathsf {2Lu+3H_{2}\ {\xrightarrow {T,\ p}}\ 2LuH_{3}}}}

## Физические свойства
Тригидрид лютеция образует кристаллы гексагональной сингонии, параметры ячейки a = 0,3558 (по другим данным 0,6163) нм, c = 0,6443 нм.

## Химические свойства
- Реагирует с водой:

{\displaystyle {\mathsf {LuH_{3}+3H_{2}O\ {\xrightarrow {}}\ Lu(OH)_{3}+3H_{2}}}}